# Фелдманис, Вентс
Вентс Фелдманис (латыш. Vents Feldmanis; 7 марта 1977, Юрмала, Латвийская ССР, СССР) — латвийский хоккеист, защитник. В 2013 году завершил карьеру игрока.

## Биография

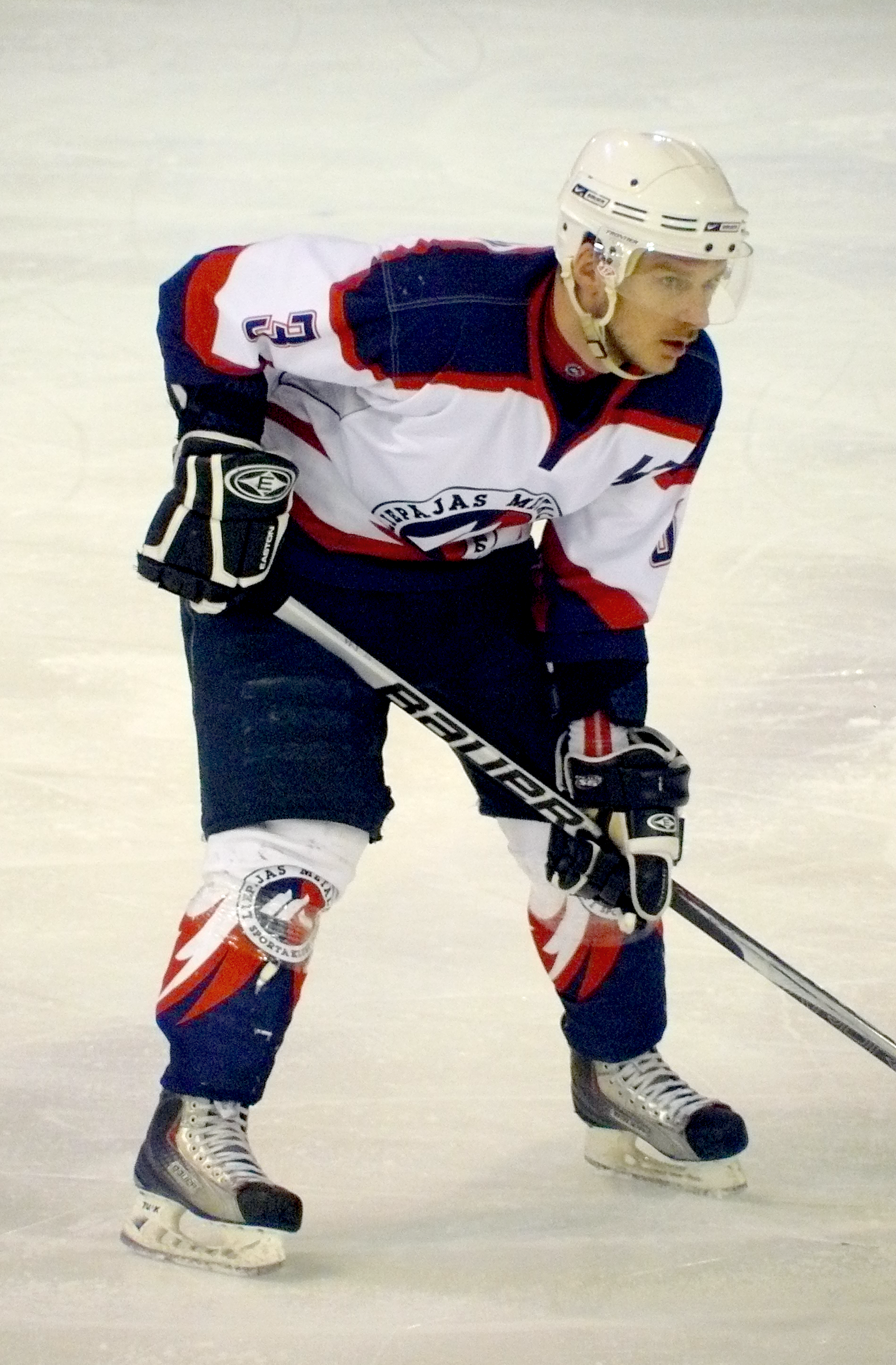

Свою профессиональную карьеру Вентс Фелдманис начал в 1992 году в составе клуба «Юниорс» (Рига). За них Фелдманис играл вплоть до 1996 года, где в середине сезона 1996/97 перешёл в другой латвийский клуб «Эссамика Огре».
Закончив сезон в Огре, Фелдманис вернулся в «Юниорс», но проведя там сезон, перешёл в финский клуб «UJK».
Сезон 1999/00 отыграл за лиепайский «Металлург».
Сезон 2000/01 Фелдманис начал в России, играя за клуб «Металлург» Новокузнецк, но сыграв 6 встреч вернулся в Лиепаю.
Следующий сезон 2001/02 также попробовал себя в другой команде, подписав контракт со шведским клубом «Мёррум ГоиС», но отыграв 3 встречи вернулся в лиепайский «Металлург», где играл до 2006 года. В сезоне 2003/04 становился лучшим защитником Латвийской хоккейной лиги.
Сезон 2006/07 провёл в белорусском клубе «Неман» из Гродно.
В 2007 году вернулся в лиепайский «Металлург». В сезоне 2007/08 становился чемпионом Латвии.
С сезона 2010/11 Вентс Фелдманис являлся капитаном «Металлурга». После окончания сезона 2012/13 завершил карьеру.

## Международная
В составе юниорской сборной Латвии играл на чемпионатах Европы 1994 и 1995 годов, а в составе молодёжной сборной участвовал на чемпионате мира 1997 года.
В составе основной сборной Латвии принимал участие в чемпионате мира 2003 года в Финляндии.

## Статистика
Последнее обновление: 14 апреля 2013 года
```
                                            
                                            --- Regular Season ---  ---- Playoffs ----
Season   Team                        Lge    GP    G    A  Pts  PIM  GP   G   A Pts PIM
--------------------------------------------------------------------------------------
1992-93  Juniors Riga              Latvia   11    1    0    1    0  --  --  --  --  --
1993-94  Juniors Riga              Latvia   22    4    3    7    6  --  --  --  --  --
1994     Latvia U18               EJC-18 C   4    2    2    4   24  --  --  --  --  --
1994-95  Juniors Riga              Latvia   24    9    6   15   24  --  --  --  --  --
1995     Latvia U18              EJC-18 C1   5    4    2    6    2  --  --  --  --  --
1995-96  Juniors Riga               EEHL    38    1    6    7   22  --  --  --  --  --
1996-97  Juniors Riga               EEHL    33    3    4    7   16  --  --  --  --  --
1996-97  Essamika Ogre            Latvia    19    4   10   14   28  --  --  --  --  --
1997     Latvia U20              WJC-20 B    7    3    0    3    4  --  --  --  --  --
1997-98  Juniors Riga               EEHL    44    9    8   17   18  --  --  --  --  --
1998-99  UJK                     Finland2   46    1    6    7   65  --  --  --  --  --
1999-00  Metalurgs Liepaja          EEHL    44    6   14   20   34  --  --  --  --  --
1999-00  Metalurgs Liepaja         Latvia   --   --   --   --   --   2   2   0   2   4
2000-01  Metallurg Novokuznetsk    Russia    6    0    2    2    4  --  --  --  --  --
2000-01  Metalurgs Liepaja          EEHL     8    0    4    4   --  --  --  --  --  --
2000-01  Metalurgs Liepaja         Latvia   12    5    9   14   --  --  --  --  --  --
2001-02  Mörrums GoIS          Allsvenskan   3    0    0    0    2  --  --  --  --  --
2001-02  Metalurgs Liepaja          EEHL    36    9    9   18   75  --  --  --  --  --
2001-02  Metalurgs Liepaja         Latvia   14    4    7   11   34   3   2   3   5   0
2002-03  Metalurgs Liepaja          EEHL    36    5   13   18    8  --  --  --  --  --
2002-03  Metalurgs Liepaja         Latvia   --   15   27   42   41  --  --  --  --  --
2003     Latvia                      WC      6    0    0    0    0  --  --  --  --  --
2003-04  Metalurgs Liepaja          EEHL    31   10   14   24   63  --  --  --  --  --
2003-04  Metalurgs Liepaja         Latvia   19   21   23   44   26   5   4   4   8   8
2004-05  Metalurgs Liepaja        Belarus   42    3   21   24   20   4   0   0   0   4
2004-05  Metalurgs Liepaja         Latvia   11    5   12   17    6   6   2   4   6   2
2005-06  Metalurgs Liepaja        Belarus   54    8   21   29   40  --  --  --  --  --
2005-06  Metalurgs Liepaja         Latvia   --    2    7    9    8  --  --  --  --  --
2006-07  Neman Grodno             Belarus   48    9   14   23   32   2   0   0   0   4
2007-08  Metalurgs Liepaja         Latvia   49   17   26   43  101  --  --  --  --  --
2008-09  Metalurgs Liepaja        Belarus   52   11   24   35   76  --  --  --  --  --
2009-10  Metalurgs Liepaja        Belarus   50   13   17   30   68  --  --  --  --  --
2010-11  Metalurgs Liepaja ('C')  Belarus   55    3   21   24   70   3   0   1   1   6
2010-11  Metalurgs Liepaja ('C')  Cont Cup   3    0    1    1    4  --  --  --  --  --
2010-11  Metalurgs Liepaja-2       Latvia   10    1    9   10    6  --  --  --  --  --
2011-12  Metalurgs Liepaja ('C')  Belarus   50    7   11   18   54   4   0   1   1   8
2012-13  Metalurgs Liepaja ('C')  Belarus   45    3    6    9   59   2   0   0   0   4
---------------------------------------------------------------------------------------
         Belarus Totals                    396   57  135  192  419  15   0   2   2  26

```